# Chapetes Gómez
Juan Gómez González (Guadalajara, Jalisco; 26 de junio de 1924-?; 9 de mayo de 2009), también conocido con el sobrenombre de Chapetes Gómez, fue un futbolista mexicano que actuaba en la defensa.

## Trayectoria
Aprendió a jugar al fútbol en el Club Occidente de Atemajac y firmó su primer contrato profesional en 1944 con Atlas de Guadalajara. En el Atlas siguió hasta 1954, luego pasó al CD Tampico, allí estuvo 2 años en cuyas filas finalizó su carrera.

## Selección nacional
En Suiza 1954 llegó a la aparición mundialista contra Brasil (0-5), que también fue su único partido con la selección mexicana.

### Participaciones en Copas del Mundo
| Mundial                        | Sede  | Resultado    |
| ------------------------------ | ----- | ------------ |
| Copa Mundial de Fútbol de 1954 | Suiza | Primera fase |

## Palmarés

### Títulos nacionales
| Título               | Equipo | País   | Año     |
| -------------------- | ------ | ------ | ------- |
| Copa México          | Atlas  | México | 1945-46 |
| Campeón de Campeones | Atlas  | México | 1945-46 |
| Copa México          | Atlas  | México | 1949-50 |
| Campeón de Campeones | Atlas  | México | 1949-50 |
| Primera División     | Atlas  | México | 1950-51 |
| Campeón de Campeones | Atlas  | México | 1950-51 |